# Edouard Constant Sandoz
Edouard Constant Sandoz auch Eduard Sandoz (* 28. Oktober 1853 in Basel; † 9. Januar 1928 in Lausanne; heimatberechtigt in Le Locle und Les Ponts-de-Martel) war ein Schweizer Unternehmer und Gründer der Chem. Fabrik Kern & Sandoz, aus welcher sich der führende Arzneimittelhersteller Sandoz entwickelte.

## Leben
Sandoz war der Sohn des Tuchhändlers Charles-Auguste Sandoz (1809–1883) und der Marie-Louise, geborene Luya (1812–1891). Er hatte neun Geschwister. Der Kaufmannssohn absolvierte ab 1872 eine kaufmännische Lehre in der Rohseidenhandlung Adolph E. Fischer-Sarasin in Basel. 1878 ging er nach Paris, wo er bei der Textilfärbereifirma Poirier & Dalsace in Saint-Denis tätig war und trat 1880 in die chemische Fabrik Durand & Guguenin in Basel ein. 1886 gründete Sandoz hier gemeinsam mit Dr. Alfred Kern (1850–1893) die Kollektivgesellschaft Chemische Fabrik Kern & Sandoz, die sich auf industrielle Herstellung von basischen Farbstoffen spezialisierte. Nach Kerns Tod 1893 führte er das Unternehmen als Kommanditgesellschaft Sandoz & Cie., die 1895 in eine Aktiengesellschaft umgewandelt wurde, allein weiter. Sandoz gilt als Pionier der synthetischen Farbstoffindustrie. Die ersten Farbstoffe, die hergestellt wurden, sind Alizarinblau und Auramin.

## Familie
1880 heiratete er Olympe, geborene David (1855–1925), die aus Saint-Quentin stammende Tochter eines französischen Industriellen. Sie hatten zwei Söhne; Maurice-Yves (1892–1958) und Édouard-Marcel (1881–1971).